# New Zealand Constitution Act 1852
Der New Zealand Constitution Act 1852 (deutsch: neuseeländisches Verfassungsgesetz von 1852), der in seiner Originalfassung „An Act to grant a Representative Constitution to the Colony of New Zealand“ (Ein Gesetz, um eine repräsentative Verfassung der Kolonie von Neuseeland zu garantieren) genannt wurde, war ein vom Vereinigten Königreich verabschiedetes Gesetz, das der damaligen britischen Kolonie Neuseeland eine eigenständige Regierung und Verwaltung ermöglichte. Ein 1846 zuvor verabschiedetes entsprechendes Gesetz wurde nicht umgesetzt.
1986 wurde der New Zealand Constitution Act 1852 durch die neuseeländische Regierung unter David Lange durch den Constitution Act 1986 ersetzt. Treibende Kraft bei der Entstehung dieses Gesetzes war seinerzeit der Justizminister Geoffrey Palmer.

## Vorgeschichte
1833 entsandte das Vereinigte Königreich James Busby nach Neuseeland. Über ihn und den damaligen Gouverneur von New South Wales, Richard Bourke, versuchte man den Einfluss der britischen Krone auf das Land zu sichern und den Zugriff anderer Kolonialmächte auf Neuseeland zu verhindern. Busby erreichte, dass sich die Māori-Stämme einigten und am 28. Oktober 1835 die Unabhängigkeitserklärung Neuseelands unterzeichneten. Um nun zu verhindern, dass Frankreich Einfluss auf Neuseeland bekommen konnte, erreichte man über den Abgesandten und späteren ersten Gouverneur von Neuseeland, William Hobson, am 6. Februar 1840 den Vertrag von Waitangi mit den Māori-Stämmen zu schließen. Dieser Vertrag stellte Neuseeland nun unter den Schutz der britischen Krone und machte das Land zu seinem Schutzgebiet unter Verwaltung der Kolonie New South Wales. Im November 1840 wurde Neuseeland dann eine eigene Kolonie des Vereinigten Königreichs, wobei das Colonial Office (britische Kolonialamt) in London über den eingesetzten Gouverneur alle Entscheidungen treffen konnte und der Vertrag von Waitangi wegen seiner unterschiedlichen Auslegung zu Konflikten zwischen Pākehā (Weißen) und Māori führte. Deshalb kam unter den Kolonialisten des Landes der immer stärker werdende Ruf nach einer neuen Verfassung und einer eigenständigen Regierung auf.
Mit dem New Zealand Constitution Act 1846 sollte dann unter dem Gouverneur George Edward Grey die Kolonie erstmals eine eigene Regierung und eigenständigere Verwaltung bekommen. Doch Grey war nicht mit der Aufteilung des Landes in Distrikte für Europäer und Māori einverstanden. So kam das Gesetz nie zur Anwendung und musste sechs Jahre später durch den New Zealand Constitution Act 1852 ersetzt werden.
Einzige umgesetzte Regelung des Gesetzes war die Reduzierung der 1841 eingerichtete drei Provinzen
- New Ulster – Nordinsel, nördlich des Pātea River
- New Munster – Nordinsel südlich des Pātea River und die gesamte Südinsel
- New Leinster – Stewart Island / Rakiura

auf zwei Provinzen
- New Ulster – gesamte Nordinsel
- New Munster – gesamte Südinsel und Stewart Island

## Regelungen des New Zealand Constitution Act 1852
Am 30. Juni 1852 wurde der Act to Grant a Representative Constitution to the Colony of New Zealand vom britischen Parlament beschlossen und erlangte am 17. Januar 1853 durch die Bekanntmachung des Gouverneurs George Grey Gesetzeskraft. Die ersten landesweiten Wahlen wurden danach im Frühjahr 1854 abgehalten und das neuseeländische Parlament tagte erstmals am 27. Mai desselben Jahres.
Im Detail regelte das neue Gesetz die gesetzgebende Gewalt des Landes und teilte Neuseeland in Distrikte mit Kompetenzen in Regierung und Verwaltung ein. Mit dem Constitution Act wurde ein Zweikammersystem entsprechend dem britischen Westminster-System geschaffen, bei dem die vom Volk gewählten Vertreter im House of Representatives, entsprechend dem Unterhaus und die vom Gouverneur bestellten Vertreter des Landes im Legislative Council, entsprechend dem Oberhaus saßen.
Des Weiteren regelte das Gesetz die Errichtung von Sechs Provinzen mit jeweils einer eigenen Legislative und Verwaltung. Die drei Provinzen auf der Nordinsel waren Auckland, New Plymouth und Wellington. Die Südinsel unterteilte sich in Nelson, Canterbury und Otago. Eine Regelung im Constitution Act, die für Māori eigene Distrikte mit eigenen Gesetzen vorsah (siehe unten), wurde nie realisiert.

### House of Representatives
Das House of Representatives konnte zwischen 24 und 42 gewählte Mitglieder haben. Wählen durften nur Männer im Alter über 21 Jahren. Ferner mussten sie im Besitz von Land im Wert über 50 britische Pfund sein oder Land gemietet haben, das den Wert von 10 Pfund überstieg. Auch eine Miete von 10 Pfund pro Jahr in der Stadt oder 5 Pfund pro Jahr auf dem Land, erlaubte wählen zu gehen. Da Māori Land kollektiv besaßen und nicht eine einzelne Person, wurde sie bis auf wenige Ausnahmen bis 1867, als vier Māori-Sitze im Parlament garantiert wurden, von der Wahl ausgeschlossen. Frauen bekamen erst 1893 ihr Wahlrecht zugestanden.

### Legislative Council
Der Legislative Council durfte nicht weniger als 10 Mitglieder haben. Sie mussten geborene Bürger des britischen Empire oder per Gesetz zu Bürger von Neuseeland gemacht worden sein. Die Mitglieder wurden nicht frei gewählt, sondern vom Gouverneur bestimmt.

### Gouverneur
Der Gouverneur wurde weiterhin von der britischen Krone bestimmt und per Letters Patent eingesetzt. Das Parlament, dass General Assembly genannt wurde und sich aus dem House of Representatives, dem Legislative Council und dem Gouverneur zusammensetzte, war aber weiterhin dem Gouverneur, als Vertreter der Krone untergeordnet, was viel Siedler und Kolonialisten unzufrieden sein ließ.

### Provinzregierungen
Die Regierungen der Provinzen wurden von sogenannten Provincial Councils (Provinzerat) gestellt, dessen Mitglieder, die nicht weniger als neun sein durften, unter den gleichen Bedingungen gewählt wurden, wie die Mitglieder des House of Representatives. Unter den Mitgliedern des Provincial Councils wurde per Wahl der Superintendent bestimmt, der die Aufgabe hatte, den Council zu leiten und gleichzeitig Regierungschef der Provinz war. Der Rat, sowie der Superintendent, unterstanden aber dem Gouverneur und konnten aufgelöst bzw. abgesetzt werden. Auch Wahlen konnten vom Gouverneur verboten werden.

## Māori Distrikte
Der Paragraph 71 des Gesetzes gab der Kolonialregierung in Neuseeland die Möglichkeit, für Māori eigene Distrikte mit eigenen Gesetzen und einer eigenen Verwaltung einzurichten, wie sie schon in dem Constitution Act 1846 vorgesehen war.
Mit der Kīngitanga-Bewegung und der Wahl ihres ersten Māori-Königs Pōtatau Te Wherowhero 1858, nahmen viele Māori-Führer an, dass sie nun mit der britischen Krone auf Augenhöhe verhandeln konnten und die Māori-Stämme eigen souveräne Rechte bekommen würden. Doch spätestens nach der Einrichtung des Native Land Court im Jahr 1862 war den Stammesführern klar, dass ihr im kollektiven Besitz befindliches Land eigentumsrechtlich in individuellen Besitz umgewandelt werden sollte und dadurch eine Landenteignung der Stämme einhergehen würde. An die Umsetzung des Paragraph 71 des Constitution Act 1852 war damit nicht mehr zu denken.
In den 1890er kam die Kotahitanga-Bewegung auf. Sie forderte noch einmal die Umsetzung des Paragraph 71 und die Einrichtung eines eigenen Parlamentes für die Māori-Stämme. Doch der Abschnitt des Gesetzes wurde nie realisiert und wurde später in dem Constitution Act 1986 nicht übernommen.